# Нарачино (железнодорожная станция, населённый пункт)
Нарачино — населённый пункт (железнодорожная станция) в Бологовском районе Тверской области России. Входит в Выползовское сельское поселение.

## География
Населённый пункт находится в северной части Тверской области на расстоянии приблизительно 16 км к западу от города Бологое. 
Одноимённая железнодорожная станция Нарачино  участка Бологое — Валдай расположена в юго-восточной части населённого пункта.

## История
Разъезд здесь был открыт в 1897 году. До 1972 года назывался Уриа.

## Население
Численность населения: 8 человек (русские 75 %) в 2002 году, 1 в 2010.